# Myosotis scorpioides
Espèce
Classification phylogénétique
Myosotis scorpioides, le myosotis des marais ou myosotis faux scorpion est  une des nombreuses espèces du genre Myosotis, de la famille des Boraginaceae.
C'est une plante herbacée vivace, hermaphrodite s'élevant à 30-60 cm dans la strate herbacée ou poussant en partie dans l'eau.  Volontiers semi-aquatique et très tolérante aux inondations temporaires, hémicryptophyte (dont les bourgeons persistent durant la mauvaise saison au niveau du sol alors que la partie haute meurt en hiver) elle vit aussi dans les bois et prairies. Elle tend à régresser sur les bordures de fossés et de zones humides, peut-être en raison de l'eutrophisation qui favoriserait des espèces plus banales.
Les anglophones l'appellent  Water Forget-me-not (Ne m'oublie pas, ou Myosotis des eaux).

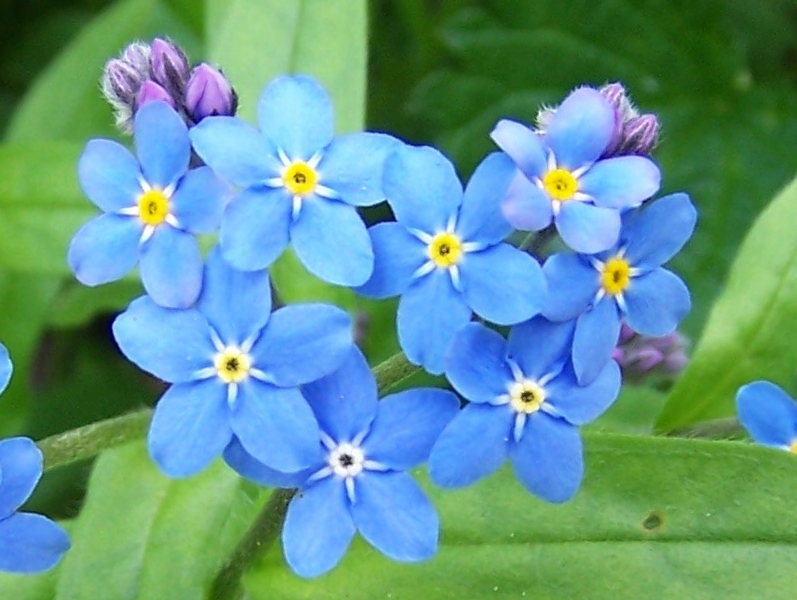
Vue rapprochée des fleurs et boutons.

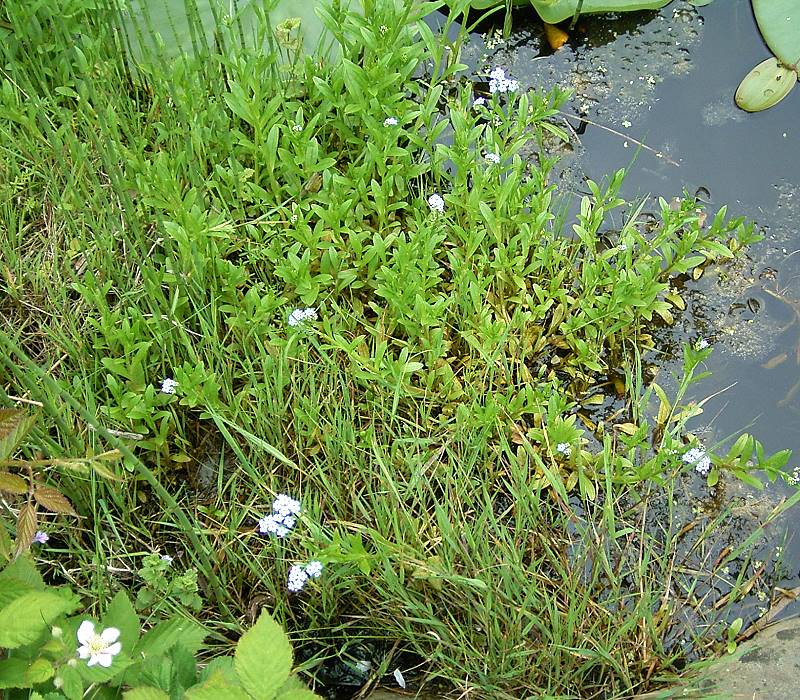
Situation sur berge (habitat typique).

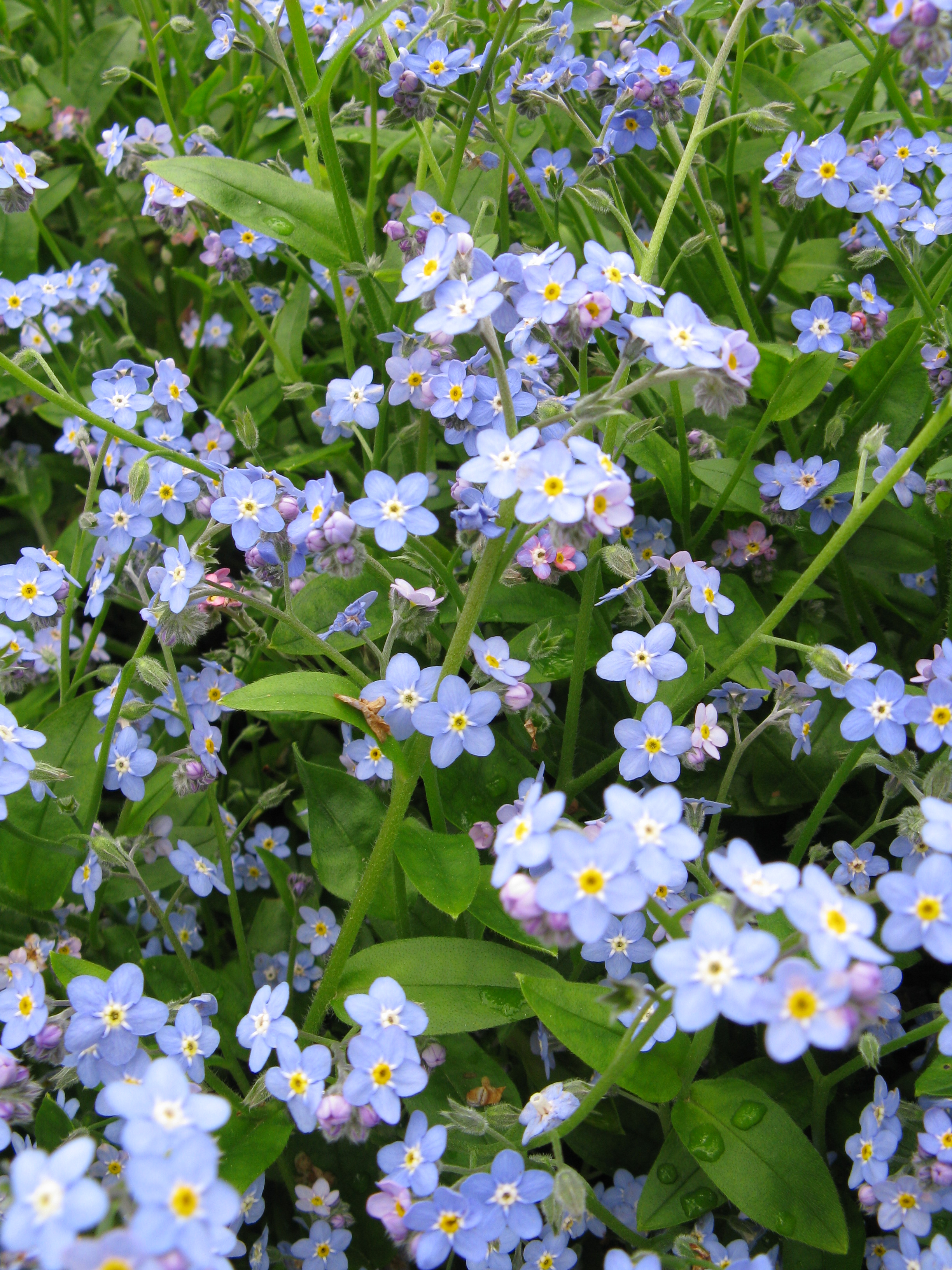
Floraison.

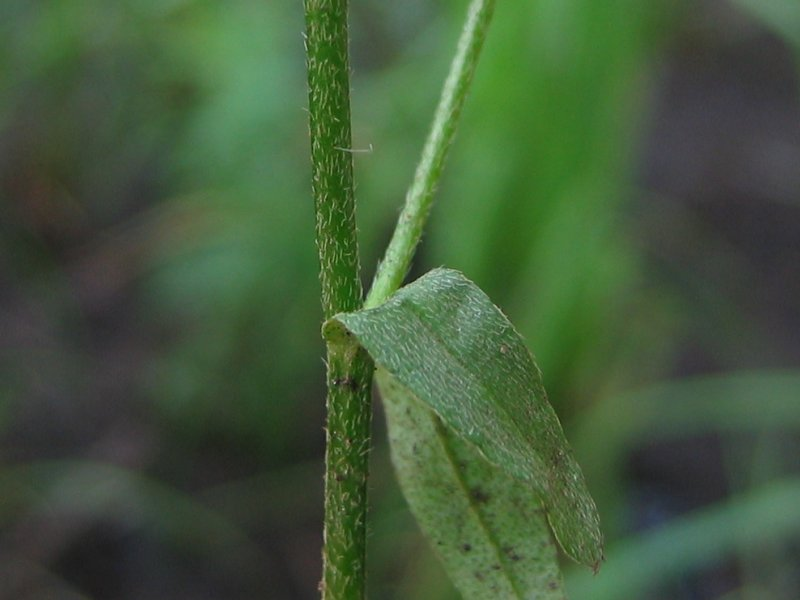
Détail de la feuille (pilosité).

## Habitat, répartition
C'est une espèce commune en Europe occidentale et présente en zone tempérée de l'Europe centrale et de l'Amérique du Nord.
Elle vit de 0 à 2 000 m d'altitude, dans les prairies fraiches et bois humides, dans les marais et sur les berges d'étangs ou cours d'eau.

## Description
- Hauteur : 20 à 60 cm.
- Tige parfois d'abord rampante à la base, anguleuse, rameuse et velue (avec des poils appliqués dans sa partie haute et des poils étalés à sa base)
- Feuille : vert clair ; sont alternes, allongées, lancéolées, sessiles, velues et plutôt molles. Elles peuvent se développer sous l'eau quand la plante et immergée par une crue. Le feuillage est persistant jusqu'au gel.
- Inflorescence : les fleurs sont très petites (corolle rotacée de 6 à 8 mm de diamètre), à 5 pétales (bleu ciel et parfois blanches ou rosées, avec un centre jaune. Elles sont disposées au sommet de la plante, en grappes volumineuses. L'inflorescence est sous forme de cyme unipare biscorpioïde (en forme de queue de scorpion, d'où le nom de cette espèce[4]). Le tube est plus court que le limbe formé de 5 lobes étalés, arrondis et légèrement échancrés.
  - La cyme est d'abord lâche et spiralée puis droite en fin de floraison.
  - La corolle est bleu pâle tirant parfois sur le rose. Le limbe est étalé.
  - Le calice porte des poils courts, appliqués, non crochus à leur extrémité et peu nombreux. Il est divisé (fendu) jusqu'au tiers.
  - Floraison : mai à octobre.
- Infrutescence : après fécondation, chaque fleur produit 4 akènes noirs ; à pédicelle fructifère étalé, 1 à 3 fois plus long que le calice.

## Confusion possible
- Myosotis nemorosa Besser est une espèce proche, mais dont la fleur est nettement plus petite.
- Myosotis laxa subsp. cespitosa (C.F. Schultz) Hylander ex Nordh. lui ressemble aussi, mais sa tige est plus ramifiée et le calice est fendu jusqu'à la moitié.

## Écologie
Cette plante fait partie de celles qui jouent un rôle lors des crues dans la stabilisation de certaines berges contre l'érosion par le batillage et les vaguelettes formées par le vent et le courant.
- Pollinisation : entomogame,
- Dissémination : barochore.

## État, pressions, menaces
Outre la destruction et fragmentation de son habitat, l'eutrophisation est une des menaces qui pèsent pour l'espèce.
En  effet, si l'eutrophisation par les eaux usées a fortement diminué en Europe centrale (grâce à l'assainissement et aux progrès du traitement des nitrates et phosphates par les stations d'épuration) cette source d'azote et de phosphore a été remplacée par d'autres  qui sont la pollution azotée de l'air et des pluies. Cette eutrophisation de l'air a deux origines connues : 1) une origine agricole dans les campagnes (évaporation à partir des engrais azotés) et 2) la pollution urbaine par les chaudières et surtout par la pollution automobile ; les oxydes d'azote émis par les pots d'échappement, non traités par la plupart des pots catalytiques sont une source indirecte, continue et croissante de nitrates dans la basse atmosphère et les eaux météoriques).
D'autres sources discrètes d'eutrophisation  sont :
- les apports de nutriments qui suivent le lessivage de feux de camp, feux de litière, notamment sur les plages d'étangs ou très près des berges.
- les apports de nutriments faisant suite aux fauches sans exportation ;
- L'embroussaillement des berges (où les grands herbivores, souvent n'existent plus), peut être source d'accumulation de matière végétale en  décomposition, et également d'ombre et de concurrence.

Le recul des insectes pollinisateurs (à cause des pesticides probablement) pourrait peut-être aussi affecter le succès de sa reproduction.

## Synonymes
- Myosotis palustris (L.) Hill
- Myosotis praecox Hülph.